# 刘中树
刘中树（1935年—），男，吉林集安人，中国现代文学史家、教育家，曾任吉林大学党委书记、校长，第九届全国人大代表。